# سیارک ۱۴۳۲۲

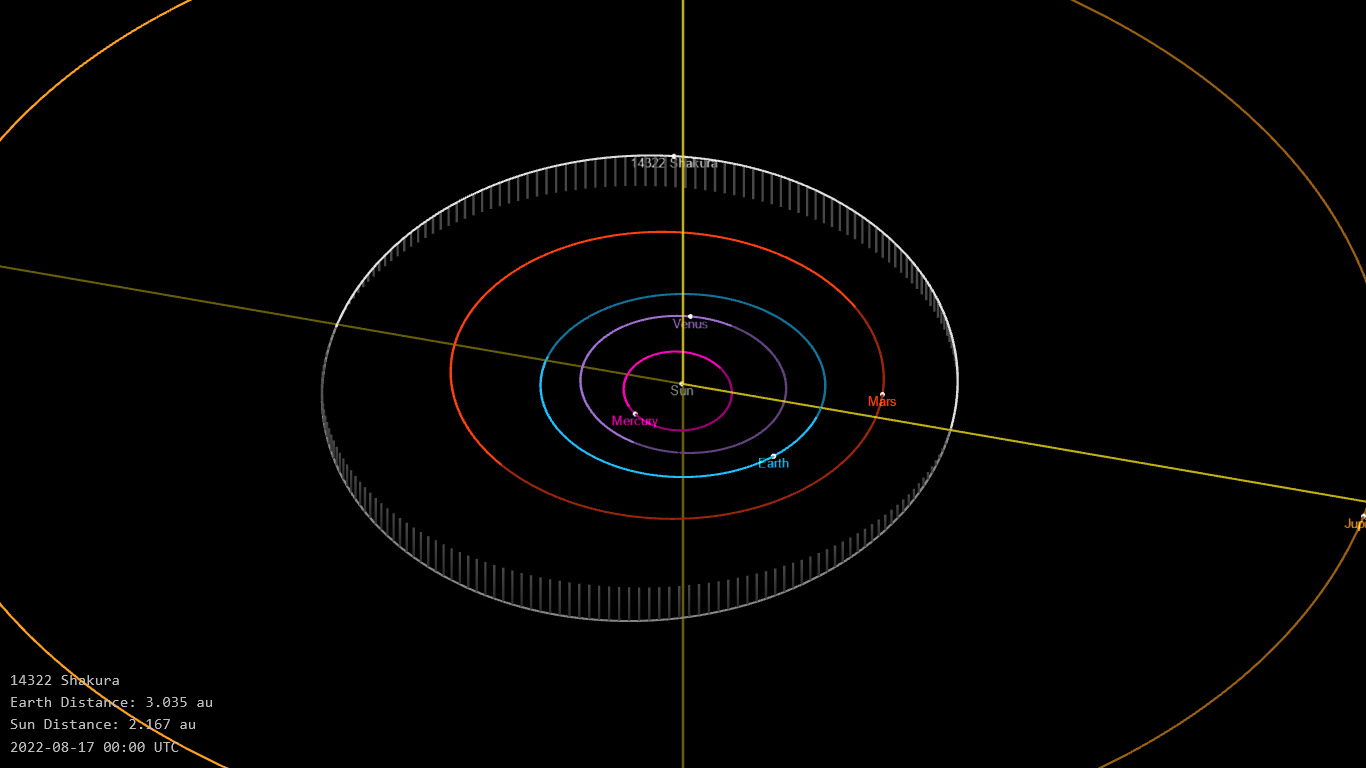
نمودار سیارک ۰۱۴۳۲۲ shakura " 197YM

سیارک ۰۱۴۳۲۲ (به انگلیسی: 014322 Shakura، نامگذاری:1978YM) چهارده هزار و سیصد و بیست و دومین سیارک کشف شده‌است که در ۲۲ دسامبر ۱۹۷۸ کشف شد.